# Hans Grünberg
Hans Grünberg (8 de Julho de 1917 – 16 de Janeiro de 1998) foi um piloto alemão da Luftwaffe durante a Segunda Guerra Mundial. Voou em 550 missões de combate, nas quais abateu 82 aeronaves inimigas, o que fez dele um ás da aviação, incluindo 14 quadrimotores, 5 pilotando um Messerschmitt Me 262.